# Verhnea Iablunka, Turka
Verhnea Iablunka (în ucraineană Верхня Яблунька) este o comună în raionul Turka, regiunea Liov, Ucraina, formată numai din satul de reședință.

## Demografie
Componența lingvistică a comunei Verhnea Iablunka
     Ucraineană (99,91%)
     Alte limbi (0,09%)
Conform recensământului din 2001, majoritatea populației comunei Verhnea Iablunka era vorbitoare de ucraineană (99,91%), existând în minoritate și vorbitori de alte limbi.